# Deutscher Sportclub Arminia Bielefeld 1987-1988
Questa voce raccoglie le informazioni riguardanti il Deutscher Sportclub Arminia Bielefeld nelle competizioni ufficiali della stagione 1987-1988.

## Stagione
Nella stagione 1987-1988 l'Arminia Bielefeld, allenato da Fritz Fuchs, Joachim Krug e Ernst Middendorp, concluse il campionato di 2. Bundesliga al 20º posto. In Coppa di Germania l'Arminia Bielefeld fu eliminato al primo turno dal Friburgo.

## Rosa
| N. |                     | Ruolo | Calciatore        |
| -- | ------------------- | ----- | ----------------- |
|    | Germania (bandiera) | P     | Dirk Hellmann     |
|    | Germania (bandiera) | P     | Wolfgang Kneib    |
|    | Germania (bandiera) | D     | Andreas Ellguth   |
|    | Germania (bandiera) | D     | Andreas Golombek  |
|    | Germania (bandiera) | D     | Thorsten Kielmann |
|    | Germania (bandiera) | D     | Martin Kollenberg |
|    | Germania (bandiera) | D     | Dirk Konerding    |
|    | Polonia (bandiera)  | D     | Stefan Majewski   |
|    | Germania (bandiera) | D     | Andreas Ridder    |
|    | Germania (bandiera) | D     | Detlef Schnier    |
|    | Serbia (bandiera)   | D     | Damir Simac       |
|    | Germania (bandiera) | D     | Leo Spielberger   |
|    | Turchia (bandiera)  | C     | Adnan Baytar      |

| N. |                     | Ruolo | Calciatore            |
| -- | ------------------- | ----- | --------------------- |
|    | Germania (bandiera) | C     | Norbert Eilenfeldt    |
|    | Germania (bandiera) | C     | Thomas Gerstner       |
|    | Germania (bandiera) | C     | Christian Knehans     |
|    | Germania (bandiera) | C     | Lutz Lillig           |
|    | Germania (bandiera) | C     | Helmut Schröder       |
|    | Germania (bandiera) | A     | Andreas Biermann      |
|    | Germania (bandiera) | A     | Volker Grahl          |
|    | Germania (bandiera) | A     | Thomas Ostermann      |
|    | Giappone (bandiera) | A     | Kazuo Ozaki           |
|    | Germania (bandiera) | A     | Michael Sanke         |
|    | Germania (bandiera) | A     | Matthias Westerwinter |
|    | Germania (bandiera) | A     | Frank Zimmermann      |

## Organigramma societario
Area tecnica
- Allenatore: Ernst Middendorp
- Allenatore in seconda:
- Preparatore dei portieri:
- Preparatori atletici:

## Calciomercato

### Sessione estiva
| Acquisti | Acquisti        | Acquisti       | Acquisti |
| R.       | Nome            | da             | Modalità |
| -------- | --------------- | -------------- | -------- |
| D        | Stefan Majewski | Kaiserslautern |          |
| D        | Leo Spielberger | Kaiserslautern |          |

| Cessioni | Cessioni          | Cessioni         | Cessioni |
| R.       | Nome              | a                | Modalità |
| -------- | ----------------- | ---------------- | -------- |
| A        | Paul Jaschke      | Osnabrück        |          |
| D        | Reiner Maurer     | Old Boys Basilea |          |
| A        | Waldemar Steubing | Ulma             |          |

### Sessione invernale
| Acquisti | Acquisti | Acquisti | Acquisti |
| R.       | Nome     | da       | Modalità |
| -------- | -------- | -------- | -------- |

| Cessioni | Cessioni | Cessioni | Cessioni |
| R.       | Nome     | a        | Modalità |
| -------- | -------- | -------- | -------- |

## Risultati

### 2. Bundesliga

#### Girone di andata
| Arbitro: | Dellwing |

|                             |           |  |
| Montanes 33’ Gries 36’, 52’ | Marcatori |  |

| Arbitro: | Wiesel |

|  |           |                     |
|  | Marcatori | 6’ Müller 27’ Kloss |

| Arbitro: | Correll |

|                                 |           |              |
| Helmes 50’ Baffoe 57’ Fuchs 65’ | Marcatori | 61’ Majewski |

| Bielefeld 8 agosto 1987, ore 15:00 CEST 4ª giornata | Arminia Bielefeld | 0 – 0 referto | Rot-Weiss Essen | Bielefelder Alm (4 300 spett.)\| Arbitro: \| Tritschler \| |
| Arbitro:                                            | Tritschler        |               |                 |                                                            |

| Arbitro: | Strigel |

|                                              |           |           |
| Weikl 64’ (rig.) Demandt 68’, 85’ Schütz 87’ | Marcatori | 75’ Grahl |

| Arbitro: | Assenmacher |

|                  |           |                                 |
| Westerwinter 38’ | Marcatori | 20’ Reimann 59’ Kremer 80’ Glaß |

| Arbitro: | Birlenbach |

|                                              |           |                           |
| Vorholt 2’ (rig.) Tattermusch 13’ Prange 88’ | Marcatori | 4’ Grahl 52’ Westerwinter |

| Arbitro: | Richmann |

|                                                  |           |                             |
| Schröder 11’ Löffler 23’ (aut.) Westerwinter 78’ | Marcatori | 15’ Schweizer 20’, 88’ Sané |

| Arbitro: | Harder |

|                           |           |            |
| Spielberger 58’ Ozaki 61’ | Marcatori | 55’ Kontny |

| Arbitro: | Eli |

|                                                     |           |  |
| Sánchez 27’ Gu 32’ Mattern 76’ Kuhl 85’ Posniak 90’ | Marcatori |  |

| Arbitro: | Dardenne |

|                                |           |                        |
| Kollenberg 28’ Spielberger 33’ | Marcatori | 16’ Elser 68’ Grabosch |

| Arbitro: | Wittke |

|                |           |  |
| Zander 4’, 65’ | Marcatori |  |

| Arbitro: | Kasper |

|                             |           |                  |
| Ridder 54’ Westerwinter 70’ | Marcatori | 51’ Schlumberger |

| Arbitro: | Schäfer |

|                      |           |                           |
| Decker 10’ Gorka 77’ | Marcatori | 14’ Schröder 41’ Gerstner |

| Bielefeld 17 ottobre 1987, ore 15:00 CET 15ª giornata | Arminia Bielefeld | 0 – 0 referto | Ulma | Bielefelder Alm (4 000 spett.)\| Arbitro: \| Retzmann \| |
| Arbitro:                                              | Retzmann          |               |      |                                                          |

| Arbitro: | Heitmann |

|                                                   |           |  |
| Basten 15’, 19’, 57’ Römer 39’ (rig.) Seufert 42’ | Marcatori |  |

| Bielefeld 7 novembre 1987, ore 15:00 CET 17ª giornata | Arminia Bielefeld | 0 – 0 referto | Osnabrück | Bielefelder Alm (8 000 spett.)\| Arbitro: \| Bauer \| |
| Arbitro:                                              | Bauer             |               |           |                                                       |

| Arbitro: | Schmidt |

|                             |           |  |
| Schlegel 83’ Steininger 90’ | Marcatori |  |

| Arbitro: | Neumann |

|                                      |           |             |
| Ozaki 31’ Konerding 79’ Golombek 89’ | Marcatori | 51’ Dumpert |

#### Girone di ritorno
| Bielefeld 28 novembre 1987, ore 15:00 CET 20ª giornata | Arminia Bielefeld | 0 – 0 referto | Alemannia Aquisgrana | Bielefelder Alm (3 600 spett.)\| Arbitro: \| Fux \| |
| Arbitro:                                               | Fux               |               |                      |                                                     |

| Arbitro: | Merk |

|                             |           |  |
| Müller 17’ Koutsoliakos 78’ | Marcatori |  |

| Arbitro: | Tritschler |

|  |           |                        |
|  | Marcatori | 21’ Pförtner 87’ Fuchs |

| Arbitro: | Eli |

|                |           |            |
| Regenbogen 42’ | Marcatori | 22’ Ridder |

| Bielefeld 5 marzo 1988, ore 15:00 CET 24ª giornata | Arminia Bielefeld | 0 – 0 referto | Fortuna Düsseldorf | Bielefelder Alm (4 200 spett.)\| Arbitro: \| Boos \| |
| Arbitro:                                           | Boos              |               |                    |                                                      |

| Arbitro: | Assenmacher |

|             |           |                             |
| Reimann 41’ | Marcatori | 68’ Schröder 73’ Eilenfeldt |

| Arbitro: | Kautschor |

|                           |           |  |
| Westerwinter 6’ Ozaki 59’ | Marcatori |  |

| Arbitro: | Berg |

|                              |           |  |
| Weber 1’ Kurt 35’ Schaub 89’ | Marcatori |  |

| Arbitro: | Kentsch |

|                             |           |                |
| Kuhn 2’ (rig.) Jankovic 25’ | Marcatori | 59’ Eilenfeldt |

| Arbitro: | Malbranc |

|  |           |          |
|  | Marcatori | 20’ Kuhl |

| Arbitro: | Merk |

|                   |           |  |
| Schlotterbeck 29’ | Marcatori |  |

| Arbitro: | Steinborn |

|  |           |           |
|  | Marcatori | 37’ Golke |

| Arbitro: | Bruch |

|                         |           |                |
| Dinauer 62’ Schüler 63’ | Marcatori | 65’ Kollenberg |

| Arbitro: | Correll |

|                   |           |  |
| Malura 53’ (aut.) | Marcatori |  |

| Arbitro: | Wittke |

|                                  |           |              |
| Spies 20’ Perfetto 48’ Lopes 49’ | Marcatori | 70’ Schröder |

| Arbitro: | Retzmann |

|  |           |           |
|  | Marcatori | 64’ Römer |

| Arbitro: | Kriegelstein |

|                         |           |  |
| Glöde 51’ Metschies 84’ | Marcatori |  |

| Arbitro: | Brückner |

|                |           |         |
| Kollenberg 82’ | Marcatori | 17’ Dum |

| Arbitro: | Theobald |

|                    |           |  |
| Schneider 35’, 48’ | Marcatori |  |

### Coppa di Germania
| Arbitro: | Weber |

|                  |           |                                                   |
| Westerwinter 57’ | Marcatori | 85’ Löffler 98’ Sané 106’ Higl 109’ (rig.) Schaub |

## Statistiche

### Statistiche di squadra
| Competizione      | Punti | In casa | In casa | In casa | In casa | In casa | In casa | In trasferta | In trasferta | In trasferta | In trasferta | In trasferta | In trasferta | Totale | Totale | Totale | Totale | Totale | Totale | DR  |
| Competizione      | Punti | G       | V       | N       | P       | Gf      | Gs      | G            | V            | N            | P            | Gf           | Gs           | G      | V      | N      | P      | Gf     | Gs     | DR  |
| ----------------- | ----- | ------- | ------- | ------- | ------- | ------- | ------- | ------------ | ------------ | ------------ | ------------ | ------------ | ------------ | ------ | ------ | ------ | ------ | ------ | ------ | --- |
| 2. Bundesliga     | 22    | 19      | 5       | 8       | 6       | 17      | 19      | 19           | 1            | 2            | 16           | 12           | 48           | 38     | 6      | 10     | 22     | 29     | 67     | -38 |
| Coppa di Germania | -     | 1       | 0       | 0       | 1       | 1       | 4       | 0            | 0            | 0            | 0            | 0            | 0            | 1      | 0      | 0      | 1      | 1      | 4      | -3  |
| Totale            | 22    | 20      | 5       | 8       | 7       | 18      | 23      | 19           | 1            | 2            | 16           | 12           | 48           | 39     | 6      | 10     | 23     | 30     | 71     | -41 |

### Andamento in campionato
| Giornata  | 1  | 2  | 3  | 4  | 5  | 6  | 7  | 8  | 9  | 10 | 11 | 12 | 13 | 14 | 15 | 16 | 17 | 18 | 19 | 20 | 21 | 22 | 23 | 24 | 25 | 26 | 27 | 28 | 29 | 30 | 31 | 32 | 33 | 34 | 35 | 36 | 37 | 38 |
| --------- | -- | -- | -- | -- | -- | -- | -- | -- | -- | -- | -- | -- | -- | -- | -- | -- | -- | -- | -- | -- | -- | -- | -- | -- | -- | -- | -- | -- | -- | -- | -- | -- | -- | -- | -- | -- | -- | -- |
| Luogo     | T  | C  | T  | C  | T  | C  | T  | C  | C  | T  | C  | T  | C  | T  | C  | T  | C  | T  | C  | C  | T  | C  | T  | C  | T  | C  | T  | T  | C  | T  | C  | T  | C  | T  | C  | T  | C  | T  |
| Risultato | P  | P  | P  | N  | P  | P  | P  | N  | V  | P  | N  | P  | V  | N  | N  | P  | N  | P  | V  | N  | P  | P  | N  | N  | V  | V  | P  | P  | P  | P  | P  | P  | V  | P  | P  | P  | N  | P  |
| Posizione | 18 | 18 | 19 | 18 | 19 | 20 | 20 | 19 | 19 | 20 | 20 | 20 | 20 | 20 | 20 | 20 | 20 | 20 | 20 | 20 | 20 | 20 | 20 | 19 | 19 | 19 | 19 | 20 | 20 | 20 | 20 | 20 | 20 | 20 | 20 | 20 | 20 | 20 |

Legenda:

Luogo: C = Casa; T = Trasferta. Risultato: V = Vittoria; N = Pareggio; P = Sconfitta.

### Statistiche dei giocatori
!! colspan="4" | Totale

| Giocatore       | 2. Bundesliga | 2. Bundesliga | 2. Bundesliga | 2. Bundesliga | Coppa di Germania A. Baytar | Coppa di Germania A. Baytar | Coppa di Germania A. Baytar | Coppa di Germania A. Baytar | 18       | 0    | 2           | 0          | 1 | 0 | 0 | 0 | 19 | 0 | 2 | 0 |
| Giocatore       | Presenze      | Reti          | Ammonizioni   | Espulsioni    | Presenze                    | Reti                        | Ammonizioni                 | Espulsioni                  | Presenze | Reti | Ammonizioni | Espulsioni |   |   |   |   |    |   |   |   |
| A. Biermann     | 4             | 0             | 0             | 0             | 0                           | 0                           | 0                           | 0                           | 4        | 0    | 0           | 0          |   |   |   |   |    |   |   |   |
| N. Eilenfeldt   | 19            | 2             | 0             | 0             | 0                           | 0                           | 0                           | 0                           | 19       | 2    | 0           | 0          |   |   |   |   |    |   |   |   |
| A. Ellguth      | 34            | 0             | 5             | 3             | 0                           | 0                           | 0                           | 0                           | 34       | 0    | 5           | 3          |   |   |   |   |    |   |   |   |
| T. Gerstner     | 31            | 1             | 12            | 0             | 0                           | 0                           | 0                           | 0                           | 31       | 1    | 12          | 0          |   |   |   |   |    |   |   |   |
| A. Golombek     | 28            | 1             | 4             | 0             | 1                           | 0                           | 0                           | 0                           | 29       | 1    | 4           | 0          |   |   |   |   |    |   |   |   |
| V. Grahl        | 18            | 2             | 0             | 0             | 1                           | 0                           | 0                           | 0                           | 19       | 2    | 0           | 0          |   |   |   |   |    |   |   |   |
| D. Hellmann     | 4             | 0             | 0             | 0             | 1                           | 0                           | 0                           | 0                           | 5        | 0    | 0           | 0          |   |   |   |   |    |   |   |   |
| T. Kielmann     | 1             | 0             | 0             | 0             | 0                           | 0                           | 0                           | 0                           | 1        | 0    | 0           | 0          |   |   |   |   |    |   |   |   |
| C. Knehans      | 4             | 0             | 0             | 0             | 0                           | 0                           | 0                           | 0                           | 4        | 0    | 0           | 0          |   |   |   |   |    |   |   |   |
| W. Kneib        | 34            | 0             | 2             | 0             | 0                           | 0                           | 0                           | 0                           | 34       | 0    | 2           | 0          |   |   |   |   |    |   |   |   |
| M. Kollenberg   | 36            | 3             | 4             | 0             | 1                           | 0                           | 0                           | 0                           | 37       | 3    | 4           | 0          |   |   |   |   |    |   |   |   |
| D. Konerding    | 17            | 1             | 3             | 0             | 1                           | 0                           | 0                           | 0                           | 18       | 1    | 3           | 0          |   |   |   |   |    |   |   |   |
| L. Lillig       | 17            | 0             | 1             | 0             | 0                           | 0                           | 0                           | 0                           | 17       | 0    | 1           | 0          |   |   |   |   |    |   |   |   |
| S. Majewski     | 34            | 1             | 3             | 0             | 1                           | 0                           | 0                           | 0                           | 35       | 1    | 3           | 0          |   |   |   |   |    |   |   |   |
| T. Ostermann    | 32            | 0             | 2             | 0             | 1                           | 0                           | 0                           | 0                           | 33       | 0    | 2           | 0          |   |   |   |   |    |   |   |   |
| K. Ozaki        | 16            | 3             | 0             | 0             | 1                           | 0                           | 0                           | 0                           | 17       | 3    | 0           | 0          |   |   |   |   |    |   |   |   |
| A. Ridder       | 31            | 2             | 5             | 0             | 1                           | 0                           | 0                           | 0                           | 32       | 2    | 5           | 0          |   |   |   |   |    |   |   |   |
| M. Sanke        | 4             | 0             | 0             | 0             | 0                           | 0                           | 0                           | 0                           | 4        | 0    | 0           | 0          |   |   |   |   |    |   |   |   |
| D. Schnier      | 26            | 0             | 4             | 1             | 1                           | 0                           | 1                           | 0                           | 27       | 0    | 5           | 1          |   |   |   |   |    |   |   |   |
| H. Schröder     | 30            | 4             | 7             | 1             | 1                           | 0                           | 0                           | 0                           | 31       | 4    | 7           | 1          |   |   |   |   |    |   |   |   |
| D. Simac        | 7             | 0             | 1             | 0             | 0                           | 0                           | 0                           | 0                           | 7        | 0    | 1           | 0          |   |   |   |   |    |   |   |   |
| L. Spielberger  | 16            | 2             | 6             | 0             | 0                           | 0                           | 0                           | 0                           | 16       | 2    | 6           | 0          |   |   |   |   |    |   |   |   |
| M. Westerwinter | 16            | 5             | 4             | 0             | 1                           | 1                           | 0                           | 0                           | 17       | 6    | 4           | 0          |   |   |   |   |    |   |   |   |
| F. Zimmermann   | 9             | 0             | 1             | 0             | 0                           | 0                           | 0                           | 0                           | 9        | 0    | 1           | 0          |   |   |   |   |    |   |   |   |